# Ендивија
Ендивија биљка је из породице главочика рода Cichorium. Она је баштенска биљка која се гаји као поврће у више хортикултурних облика. Код нас и у окружењу може се срести и као андивија, андибија, вртна жутеница, ендивија крецуља, жуменица, жутиница питома, жутка, индивија, кудрава салата, цихора, чихора-резаница, штрпка.
Врсте C. endivia и C. intybus се често мешају.

## Порекло
Ендивија је култивисана и као поврће се узгаја од давнина. Познато је да су се листови ендивије користили у салатама још у доба Античке Грчке и Рима. Постоје три претпоставке о пореклу овог поврћа:
- Прва претпоставка је да потиче из јужне азије и северне Кине
- Према другој теорији ендивија потиче из источног Медитерана и настала је природним укрштањем сродних врста - цикорије и једногодишње врсте из истог рода
- Трећа теорија заснива се на претпоставци да је ендивија настала као хортикултурна форма дивље врсте Cichorium pumilum[6][7] и касније култивисана као посебна врста.[8]

## Изглед врсте
Ендивија је веома слична сродној цикорији, с том разликом што се чешће јавља као једногодишња зељаста врста, него као трајница. Осим тога, листови ендивије су голи, док су код цикорије длакави.

#### Изглед основне врсте - галерија слика
- Зрела биљка у цвету
- Лист
- Цвет
- Семе

Ендивија је двогодишња култура иако се производи и троши као једногодишње поврће. Гаји се због листова, који формирају розету. Постоје два главна гајена варијетета ендивије:
- , која се другачије назива и ескарола или широколисна ендивија, чији су листови широки и благо назубљени.
- , коврџава ендивија, чији су листови многобројни, уски и дубоко усечени.[8]

Спољашњи листови код оба варијетета су зелени и горки, богати минералима и витаминима. Унутрашњи су светлији, блажег укуса и мање горки, али и сиромашнији хранљивим материјама.

#### Енергетска и нутритивна вредност
Енергетска вредност 100 г ендивије је 17 kcal. Од тога је 94% вода, 1,3% протеини, 0,2% масти, а 3,4% су угљени хидрати. Одличан је извор дијететских влакана, којих има 3,4 г. У малим количинама садржи готово све минерале, као и 1,3 мг Бета-каротена. Одличан је извор витамина К (230 мг) и фолне киселине (85 мг), а добар је извор витамина Ц (6,5 мг) и пантотенске киселине (0,9 мг).

#### Лековитост
Ендивија је нутритивно врло вредна намирница иако има низак енергетски, а висок садржај воде. Због значајног садржаја витамина Ц и бета-каротена сврстава се у намирницу корисну за превенцију болести срца и крвних судова. Заједничким деловањем витамина Ц и бета-каротена спречава се оксидација холестерола, његово накупљање и стварање наслага на зидовима артерија (последица накупљања ових наслага је успоравање или заустављање протока крви, што може довести до срчаног или можданог удара). Бета-каротен спречава недостатак витамина А, снажан је антиоксиданс и побољшава деловање имунолошког система.
Дијететска влакна такође помажу здрављу срца тако што везују жучне соли у дебелом цреву и излучују их из организма. За поновну производњу жучних соли потребан је холестерол, чиме се смањује његова количина у крви, а самим тим и ризик од његовог штетног деловања. Влакна такође повећавају осетљивост инсулина и тако спречавају развој дијабетеса типа 2. Имају високи капацитет везивања воде, при чему бубре, а посљедица тога је успоравање варења, што даје осјећај ситости, па се зато храна богата дијететским влакнима препоручуја током редукцијоних дијета.
Фолна киселина је један од витамина Б комплекса, изузетно важан за развој нервног система новорођенчета (недостатак овог витамина може изазвати оштећења плода током првих недеља трудноће). Најважније функције фолне киселине су да се веже уз мишиће као аналгетик за болове, раст и репродукција тела и стварање крвних ћелија. Нова истраживања указују на то да слабо уношење фолне киселине повећава ризик од менталних болести (као што је Алцхајмерова болест), а такође утиче и на већу могућност ломова код остеопорозе.
Витамин А најпознатији је по улози у очувању здравља очију, а позитивно делује и на имунолошки систем, одржавање здравља коже, као и раст и развој костију.

## Узгој
Масовно се узгаја од 30-их година 19. века у Белгији и Француској, и то у оба облика: коврџава и широколисна. Гајење ендивије данас је највише заступљено у јужној Европи.
Ендивија је биљка благе климе. За вегетативни раст оптималне су средње температуре од 15 до 18 °C, минимална температура раста је 7 °C, а максимална 24 °C. Температура виша од 25 °C смањује клијање, што може бити разлог неједнаког и слабог ницања добро клијавог семена. На зрелим јединкама минимална температура од -3 °C може изазвати већа оштећења, а при - 6 до -7 °C биљка се потпуно смрзава. За раст биљке најповољнија је умерена влажност земљишта и релативна влажност ваздуха око 70%. Горке материје у ендивији чине је отпорнијом на ниже температуре од зелене салате. Има велике захтеве за водом, па се у гајењу користи систем за наводњавање, најчешће кап по кап. Углавном добро успева на свим типовима земљишта, али боље на средње тешким до тешким, дубоко обрађеним и добро нађубреним, неутралне pH вредности 6,5 - 7,2. Пожељна су добро пропусна земљишта неутралне реакције и обогаћена хумусом. Мање је осетљива за заслањеност земљишта од зелене салате. Најбоље успева у плодореду након културе која је била обилно ђубрена, какве су на пример купус и папирка.
Плодоред за ендивију износи 2 године. Код нас се најчешће сади као касна култура у производњи, после раног кромпира, раног купуса, пролећне салате, грашка, пасуља махунара и спанаћа, раних култура које су ђубрене органским ђубривима или пак остављају у земљишту залиху азота и заорану органску масу након бербе (на пример махунарке). Принос ендивије износи од 30 - 40 т/ха, а током вегетације износи из земљишта око 150 кг азота/ха, 50 кг фосфора/ха, 250 кг калијума/ха, 60 кг/ха калцијум оксида (CaO) и 18 кг/ха магнезијум оксид (MgO). Биљка највише хранива троши у другој половини вегетације.
Ендивија се може директно сејати на отвореном, при чему је потребно 1,5 до 2,5 кг семена/ха. Овај се начин ретко примењује јер се тешко постиже једнолично ницање. Чешћи је гајење из расада. Добар расад мора да има најмање 5 развијених листова. У континенталном подручју најраширеније је јесење гајење. Сеје се од средине јула до почетка августа. За 1 ха засада потребно је око 200 м добро припремљених гредица. Расад се сади на отворено средином августа. Каснија садња долази у обзир само у подручјима где се минимална зимска температура ретко спушта испод -5 Ц. Производња директном сетвом није погодна, јер се троши више семена, а након ницања засад треба проредити. Гајење расада у стакленицима тече једнако као и на отвореном. Расад се сеје у јануару и фебруару, а са расађивањем се почиње у марту.
Уз избор одговарајућих култивара у најповољнијим условима средине ендивија се бере од средине децембра до средине априла, када већ почиње прорастање. У областима где су чешћи мразеви сетва и садња планирају се тако да се ендивија побере до средине децембра. Бере се онда када је розета постигла своју пуну величину. Унутрашњи листови розете су сасвим светли или жути. Потпуно развијена розета достиже масу до 1 кг. Бере се резањем розете у зони кореновог врата, а затим очисти од старих пожутелих и оштећених листова. Отпад може бити 17 - 30% основне тежине розете. У јесењем и зимском гајењу када постигне величину розете, ендивија може још доста дуго остати у пољу, па је бербу лакше ускладити са потребама тржишта. Што се дуже берба одлаже настаје више отпада.
Пакујење се у летварице или картонске кутије обично у само један ред и то стабљиком окренутом према горе. То је због тога што из проводних снопића излази течност конзистенције млека које на ваздуху брзо оксидира. Сортирање и паковање су посљедњи поступци манипулације пре отпреме на тржиште. Најповољнија температура за складиштење ендивије је 0 °C и релативна влажност ваздуха 90 - 95% уз обилно струјање ваздуха. У амбалажи обложеној пластичном фолијом може се одржати 20 дана. У влажном песку може издржати и до месец дана. Ускладиштење уз кондиционирану климу (air condition) оптимално протиче при саставу атмосфере у складишту од 2 - 3% угљен-диоксида и 2% кисеоника.

### Гајене сорте ендивије

#### Широколисна ендивија
- Bossa
- Bubikopf (dječja glava)
- Centofoglie (stolisna)
- Dalmatinska kapica
- Davos
- Eros
- Escariol gelber (eskariol žuta, eskariol rumena)
- Escariol grüner (eskariol zelene)
- Gigante degli ortolani
- Malan
- Maral
- Sardana
- Soleiado rz
- Stratego rz
- Verde fiorentina

#### Коврџава ендивија
- De ruffec (rufekova endivija)
- Pancaliere (pankalijerka)[9]

### Белгијска (француска) ендивија
Белгијска или француска ендивија (Witloof) означава заправо биљку избељене, уске главице, произведену форсирањем или узгојем у мраку великих, зрелих коренова сличне врсте, цикорије (Cichorium intybus).